# ELMMZ Neogen
ELMMZ ist die Abkürzung für „European Land Mammal Mega-Zones“ und bedeutet in der Erdgeschichte die biostratigraphische Untergliederung von überwiegend terrestrischen Sedimenten des Känozoikums in Europa mit Hilfe von Landsäugetierresten. Die Einteilung in Bio-Zonen erfolgte für Neogen und Paläogen unabhängig voneinander. Daher ist eine Unterscheidung in ELMMZ (Neogen) und ELMMZ (Paläogen) notwendig. Der Begriff ELMMZ wurde 1999 vorgeschlagen, um den alten Begriff ELMA („European Land Mammal Ages“) zu ersetzen, da „Age“ (= Alter) in der stratigraphischen Terminologie ein Begriff aus der Geochronologie ist, während die Biozonen rein biostratigraphisch definiert sind.

## Probleme der Datierung
Die relative Datierung von überwiegend auf dem Land abgelagerten Sedimenten des Känozoikums ist schwierig, da die zur Definition der chronostratigraphischen Stufen verwendeten Fossilien ausschließlich marine Organismen sind, die naturgemäß in festländischen Sedimenten nicht vorkommen. Gelegentliche marine Vorstöße (Transgressionen) können, dokumentiert durch marine Fossilien, erste Anhaltspunkte für die relative Datierung der Sedimente geben. Eine noch feinere Untergliederung solcher Sedimente kann jedoch nur durch einigermaßen häufige Fossilien erfolgen, wie z. B. Landsäugetiere. Reste von kleinen Säugetieren können in terrestrischen Ablagerungen des Känozoikums recht häufig sein. Gefunden werden nicht nur Knochen, sondern vor allem Zähne, die gegenüber Knochen ein noch besseres Erhaltungspotenzial haben.

## Geschichte
Der Versuch, die terrestrischen Ablagerungen (vor allem des Neogen) mittels Säugetierresten zu untergliedern, hat eine lange Tradition. Bereits 1865 definierte Lorenzo Pareto das Villafranchium. Pierre Mein fasste 1975 die früheren Ergebnisse zusammen und schlug eine Unterteilung des Neogen in 17 Zonen vor, die mit den Buchstaben MN bezeichnet werden, wobei MN für „Mammals Neogen“ steht.

## Definition der Zonen
Die Zonen sind jeweils durch das Erstauftreten („First appearance date“ = FAD) von bestimmten Gattungen und/oder Arten definiert. Es wird zwischen Klein- und Großsäugetieren unterschieden. Diese Zonen sind rein biostratigraphisch definiert.
| Zonen (Mill. Jahre) | Kleinsäugertiere                                                               | Großsäugetiere |
| ------------------- | ------------------------------------------------------------------------------ | --- |
| MN 17 (2.6-1.9)     | Kislangia gusi, Mimomys tornensis, Mimomys pliocaenicus, Mimomys reidi         | Eucladoceros |
| MN 16 (3.4-2.6)     | Kislangia ischus, Mimomys polonicus, Kislangia cappettai, Mimomys hajnackensis | Equus, Mammuthus, Homotherium, Megantereon, Ursus etruscus, Pliohyaena perrieri, Gazellospira torticornis, Arvernoceros ardei, Hesperidoceras merlai, Cervus perrieri |
| MN 15 (4.2-3.4)     | Mimomys occitanus, Oryctolagus, Mimomys vandemeuleni, Mimomys davakosi         | Chasmaportetes lunensis |
| MN 14 (4.7-4.2)     | Promimomys, Trilophomys, Celadensia, Castor                                    | Sus arvernensis, Croizetoceros, Acinonyx, Felis issiodorensis |
| MN 13 (7-4.7)       | Paraethomys, Rhagapodemnus, Stephanomys, Apodemus, Apocricetus                 | Parabos, Paracamelus, Agriotheirum, Apocricetus, Nyctereutes, Hexaprotodon                                                                                            |
| MN 12 (8.2-7)       | Parapodemus barbarae, Huerzelerimys turoliensis                                | Pliocervus, Hispanodorcas, Palaeoryx, Occitanomys adroveri, „Procapreolus“                                                                                            |
| MN 11 (9-8.2)       | Parapodemus lugdunensis, Huerzelerimys vireti, Occitanomys sondaari            | Birgerbohlinia, Lucentia |
| MN 10 (9.5-9)       | Rotundomys, Pliopetaurista, Schreuderia, Progonomys cathalai                   | Hyaenictis almerai, Adcrocuta eximia, Microstonyx major, Tragoportax gaufryi                                                                                          |
| MN 9 (11.2-9.5)     | Cricetulodon                                                                   | Hippotherium, Decennatherium, Machairodus |
| MN 7/8 (12.6-11.2)  | Megacricetodon ibericus, Megacricetodon gregarius                              | Parachleuastochoerus, Propotamochoerus, Palaeotragus, Protragocerus, Tetralophodon                                                                                    |
| MN 6 (15.2-12.6)    | Megacricetodon crusafonti, Megacricetodon gersi                                | Tethytragus, Hispanomeryx, Euprox, Listriodon |
| MN 5 (17-15.2)      | Megacricetodon collongensis                                                    | Miotragocerus, Micromeryx, Heteroprox, Hispanotherium |
| MN 4 (18-17)        | Megacricetodon primitivus                                                      | Bunolistriodon, Dorcatherium, Chalicotherium, Eotragus, Prodeinotherium                                                                                               |
| MN 3 (20-18)        |                                                                                | Gomphotherium, Procervulus, Lagomeryx, Actoocemas, Palaeomeryx, Brachyodus, Anchitherium, Aureliachoerus, Hemicyon                                                    |
| MN 2 (22.8-20)      | Ligerimys, Prolagus, Lagopsis, Ritterneria manca                               | Teruelia, Lorancameryx, Oriomeryx, Pseudaelurus, Xenohyus, Andegameryx, Amphitragulus                                                                                 |
| MN 1 (23-22.8)      | Rhodanomys schlosseri, Vasseuromys                                             | Hyotherium |

## Untergliederung
Das terrestrische Neogen in Europa wird in sieben regionale „Stufen“ und 17 Zonen untergliedert. Während die Zonen biostratigraphisch definiert sind, sind die Stufen in der gegenwärtigen Literatur eine Mixtur von regionalen, biostratigraphischen, chronostratigraphischen und geochronologischen Einheiten. Steininger (1999) empfiehlt eine überwiegend biostratigraphische Definition dieser Stufen (von oben nach unten):
- Villafranchium (umfasst die Zonen MN 16, 17 und MNQ1) (ca. 3.4-1.1 Mill. Jahre)
- Ruscinium (Zonen MN 14 und 15) (ca. 4.7-3.4 Mill. Jahre)
- Turolium (Zonen MN 11 - 13) (ca. 9-4.7 Mill. Jahre)
- Vallesium (Zonen MN 9 und 10) (ca. 11.2-9 Mill. Jahre)
- Astaracium (Zonen MN 6 und 7/8) (ca. 15.2-11.2 Mill. Jahre)
- Orleanium (Zonen MN 3 bis 5) (ca. 20-15.2 Mill. Jahre)
- Agenium (Zonen MN 1 und 2) (ca. 23-20 Mill. Jahre)

Die Grenzen der Zonen und der Stufen sind z. T. noch sehr unsicher und werden immer noch kontrovers diskutiert. Parallel dazu wird oft noch die Stufe Aragonium (18 bis 11.2 Mill. Jahre) verwendet.